# Công Quán

Vị trí tại Miêu Lật

Công Quán (tiếng Trung: 公館鄉; bính âm: Gōngguǎn Xiāng) là một hương (xã) của huyện Miêu Lật, tỉnh Đài Loan, Trung Hoa Dân Quốc (Đài Loan). Hương từng được mệnh danh là "Miêu Lật mễ thương" tức kho thóc của huyện. Diện tích của Công Quán là 71,4520 km², dân số vào tháng 8 năm 2011 là 34.770 người thuộc 10.283 hộ gia đình, mật độ cư trú đạt 486,6 người/km².